# Rudolf Freitag (Fußballspieler)
Rudolf Freitag (* 22. März 1933; † 25. Januar 2017) war ein deutscher Fußballspieler in Zeitz. Für die Chemie Zeitz spielte er 1959 in der DDR-Oberliga, der höchsten Spielklasse im DDR-Fußball.

## Sportliche Laufbahn
Als im Herbst 1955 zur Umstellung des DDR-Fußballs auf die Kalenderjahrsaison in allen Spielklassen eine Übergangsrunde ausgetragen wurde, kam der 22-jährige Rudolf Freitag für die Betriebssportgemeinschaft (BSG) Chemie Zeitz erstmals in der zweitklassigen DDR-Liga zum Einsatz. Bei den dreizehn ausgetragenen Übergangsspielen wurde er zehnmal eingesetzt. In den drei folgenden regulären DDR-Liga-Spielzeiten 1956 bis 1958 war Freitag Stammspieler der Zeitzer. Von den 78 ausgetragenen Punktspielen bestritt er 71 Begegnungen und erzielte sechs Tore. Als die BSG Chemie 1958 in die DDR-Oberliga aufstieg, war Freitag an allen 26 Ligaspielen hauptsächlich als Stürmer beteiligt, allerdings ohne ein Tor zu erzielen. In der Oberligasaison 1959 begann er als Stürmer, wurde danach aber überwiegend im Mittelfeld eingesetzt. In der Sommerpause verletzte sich Freitag so schwer, dass seine Fußball-Laufbahn im Prinzip beendet war. Es gab am 20. Spieltag noch einen Versuch als Einwechselspieler, nach 14 Oberligaeinsätzen ohne Tor musste er zunächst für lange Zeit pausieren. In den folgenden Spielzeiten erschien er nicht mehr im Aufgebot der ersten Mannschaft der BSG Chemie. In der Saison 1961/62, die wegen der Rückkehr zum Sommer-Frühjahr-Spielrhythmus in der DDR-Liga, in der Zeitz nach dem Abstieg aus der Oberliga wieder spielte, mit 39 Spielen ausgetragen wurde, bestritt Freitag noch fünfzehn Punktspiele. Nach einer Saison ohne Einsatz absolvierte er 1963/64 seine letzten beiden Punktspiele im höherklassigen Fußball. Damit war er innerhalb von zehn Jahren auf 112 Punktspielteilnahmen gekommen und hatte dabei sieben Tore erzielt. Im Jahr 2013 mit seinen Oberliga-Mitspielern zum Ehrenmitglied des 1. FC Zeitz, dem Nachfolger der BSG Chemie, ernannt.